# Rasmus Vestergaard Johansen
Rasmus Vestergaard Johansen (født 18. september 2002) er en dansk skeletonudøver fra Gentofte. Han er en af Danmarks eneste eliteudøvere af sporten og træner derfor sammen med det tyske ungdomslandshold.
Blot to år efter sin allerførste tur på slæden lykkedes det ham, at kvalificere sig til Ungdomsvinter-OL 2020 i Lausanne, som den første dansker nogensinde. Ved legene blev det til en 9. plads. I 2021 deltog han ved sit første senior-EM i skeleton, hvor han blev han nr. 17 ved mesterskabet i Winterberg. I januar 2023 lykkedes det ham også at vinde en sølvmedalje ved junior-VM i tyske Winterberg.
Hans lillesøster, Nanna Vestergaard Johansen, er ligeledes skeletonudøver.